# Yoya Wursch
Yoya Wursch é uma roteirista e autora de telenovelas brasileiras, conhecida por seu trabalho em diversas telenovelas. Um dos seus mais expressivos trabalhos foi Dance Dance Dance, exibida em 2007, pois se tornou uma obra representativa na história tanto da teledramaturgia brasileira quanto da televisão digital no país por ter sido a primeira telenovela exibida em alta definição.
Em 2001, após cerca de vinte anos em produção, lançou o filme Minha Vida em Suas Mãos, do qual foi roteirista.
TELEVISÃO
1989 - Juba & Lula - Rede Globo (roteirista)
1992 – Você Decide (número de episodios desconocidos)
1996 - Colégio Brasil - SBT (autora)
1996 - Dona Anja - SBT (colaboradora)
1997 - Mandacaru - Rede Manchete (colaboradora)
1998 - Malhação.com - Rede Globo (roteirista)
2004 - Metamorphoses, - Rede Record (colaboradora)
2007 - Dance, Dance, Dance - Band (autora)
2009 - Vende-se um Véu de Noiva - SBT (colaboradora)